# Likavka (potok)
Likavka (także Likavčanka) – potok w Centralnych Karpatach Zachodnich na Słowacji, prawobrzeżny dopływ Wagu wyznaczający granicę między Górami Choczańskimi na wschodzie a grupą Szypu w Wielkiej Fatrze (tzw. Szypską Fatrą) na zachodzie. Długość ok. 9,5 km. Jego bieg w całości przebiega na terenie powiatu Rużomberk, w północno-zachodniej części Liptowa.
Źródła Likawki znajdują się na wysokości 800–820 m, na południowo-wschodnich stokach szczytu Hlavačka (902 m), zaliczanego już do Szypskiej Fatry (tj. do Wielkiej Fatry). Potok spływa początkowo w kierunku północno-wschodnim, by u południowych podnóży przełęczy Brestová wokół szczytu Žiar zatoczyć łuk w prawo. Przepływa poniżej wsi Valaská Dubová, po czym skręca nieznacznie ku wschodowi. Ten odcinek doliny jest wąski, głęboko wcięty w marglistych wapieniach i łupkach okresu kredy, zaliczanych do płaszczowiny kriżniańskiej. W tej części biegu otrzymuje swój główny lewobrzeżny dopływ – potok Biely breh spod Zadniego Chocza i przełęczy Spuštiak. W dolnym biegu wpływa na teren Kotliny Liptowskiej i we wsi Likavka, u zachodnich podnóży Mnícha, na wysokości ok. 470 m, wpada do Wagu.
Doliną Likawki (słow. Likavská dolina) biegnie z Rużomberku na przełęcz Brestová i dalej do Dolnego Kubina ważna droga krajowa nr 59, łącząca Liptów z dolną Orawą.